# اولو گروسبارد
اولو گروسبارد (انگلیسی: Ulu Grosbard; ۹ ژانویهٔ ۱۹۲۹ – ۱۹ مارس ۲۰۱۲) کارگردان فیلم اهل ایالات متحده آمریکا بود.

## فیلم‌شناسی
- موضوع شاخه‌های گل رز بود (۱۹۶۸)
- هری کلرمن کیست و چرا این حرف‌های وحشتناک را درباره‌ام می‌زند؟ (۱۹۷۱)
- ساعات کار (۱۹۷۸)
- اعترافات واقعی (۱۹۸۱)
- عاشق شدن (۱۹۸۴)
- جورجیا (۱۹۹۵)
- The Deep End of the Ocean (۱۹۹۹)